# Jørn Ødegaard
Jørn Ødegaard (24 marzo 1954) è un ex calciatore norvegese, di ruolo difensore.

## Carriera

### Club
Ødegaard debuttò con la maglia del Rosenborg in data 22 aprile 1979, in occasione di una vittoria per 2-0 sul Bodø/Glimt. Rimase in forza al Rosenborg fino al 1984, totalizzando 113 presenze e una rete in campionato.